# Coyotos
Coyotos est un système d'exploitation à micronoyau sécurisé, actuellement développé à partir de l'expérience et des idées du projet Éros. Il est réalisé en collaboration par le laboratoire de recherche de l'université Johns-Hopkins et la startup The Éros Group, sous la direction de Jonathan Shapiro.
Les équipes du projet Coyotos collaborent actuellement avec les développeurs du Hurd-NG ; et les deux projets pourraient à terme partager le même micronoyau.

## Histoire
Coyotos est le successeur d'Éros, qui a lui-même succédé à KeyKos.
Le 25 septembre 2007, Coyotos réalisa son premier démarrage public.
Le 7 avril 2009, Jonathan Shapiro annonce sur la liste de diffusion du projet que les développements sur Coyotos sont maintenant stoppés depuis plusieurs mois et qu'il ne sont pas près de recommencer. Jonathan Shapiro précise également qu'il va essayer de mettre les sources de Coyotos sous une licence BSD et qu'il n'a plus l'intention de travailler sur le projet.

## Conception
Le micronoyau de Coyotos sera de seconde génération, atomique et asynchrone. Le système lui-même sera entièrement fondé sur le principe des capabilités , et n'emploiera pas de système de fichiers au sens classique du terme.
Le système fournira aux processus utilisateurs la possibilité de créer des projections privées protégées contre toute observation extérieure, fût-ce par le propriétaire de la machine. Cette fonctionnalité devrait notamment permettre l'implémentation d'un système solide de DRM, dont Jonathan Shapiro est un fervent défenseur. Cette position pose d'ailleurs quelques difficultés dans la collaboration avec le Hurd.

### Langage
Tandis que le micronoyau lui-même est actuellement réalisé en C, le reste du système d'exploitation sera développé dans le langage BitC, créé spécialement pour ce projet par l'équipe Coyotos à des fins de vérifiabilité.

## Cibles
Actuellement, Coyotos est développé pour deux architectures : les processeurs x86 et ColdFire. 

## Perspectives
L'un des buts du projet est la réalisation du premier système d'exploitation entièrement vérifiable.
La première application pratique du système sera son intégration dans des matériels médicaux critiques.